# Grzegorz Kotyłło

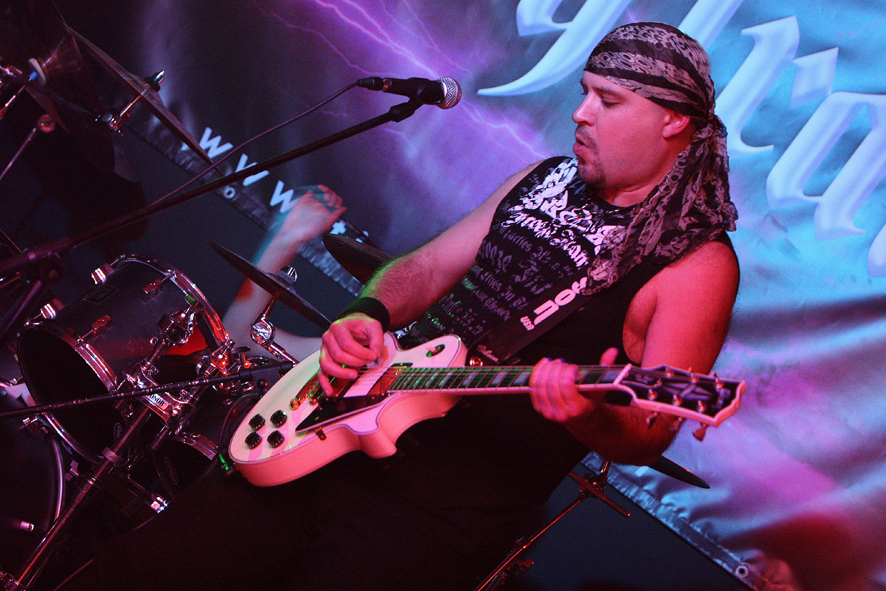
Grzegorz Kotyłło

Grzegorz Kotyłło (ur. 5 listopada 1975 w Lublinie) – polski dziennikarz, muzyk (gitarzysta, wokalista, kompozytor i autor tekstów). 
W 1991 założył (wraz z Wojciechem Cugowskim) hardrockową formację Tipsy Train, w której nieprzerwanie gra do dzisiaj. W 1994 ukończył II Liceum Ogólnokształcące im. Hetmana Jana Zamoyskiego w Lublinie. W 1999 ukończył studia na Wydziale Politologii Uniwersytetu Marii Curie-Skłodowskiej w Lublinie (specjalność dziennikarstwo). Jako dziennikarz pracował w redakcjach Gazety Wyborczej i Kuriera Lubelskiego.
Jest realizatorem i producentem wszystkich nagrań zespołu Tipsy Train. Współpracuje z kilkoma muzykami i zespołami, m.in. Ceti. W kwietniu 2010 wydał singla z udziałem Marka Ałaszewskiego, założyciela grupy Klan.